# Морзела (Павија)
Морзела је насеље у Италији у округу Павија, региону Ломбардија.
Према процени из 2011. у насељу је живело 404 становника. Насеље се налази на надморској висини од 110 м.